# Kościół św. Jakuba Apostoła w Wągrowcu
Kościół św. Jakuba Apostoła w Wągrowcu – rzymskokatolicki kościół parafialny w mieście Wągrowiec. Mieści się przy ulicy Klasztornej.

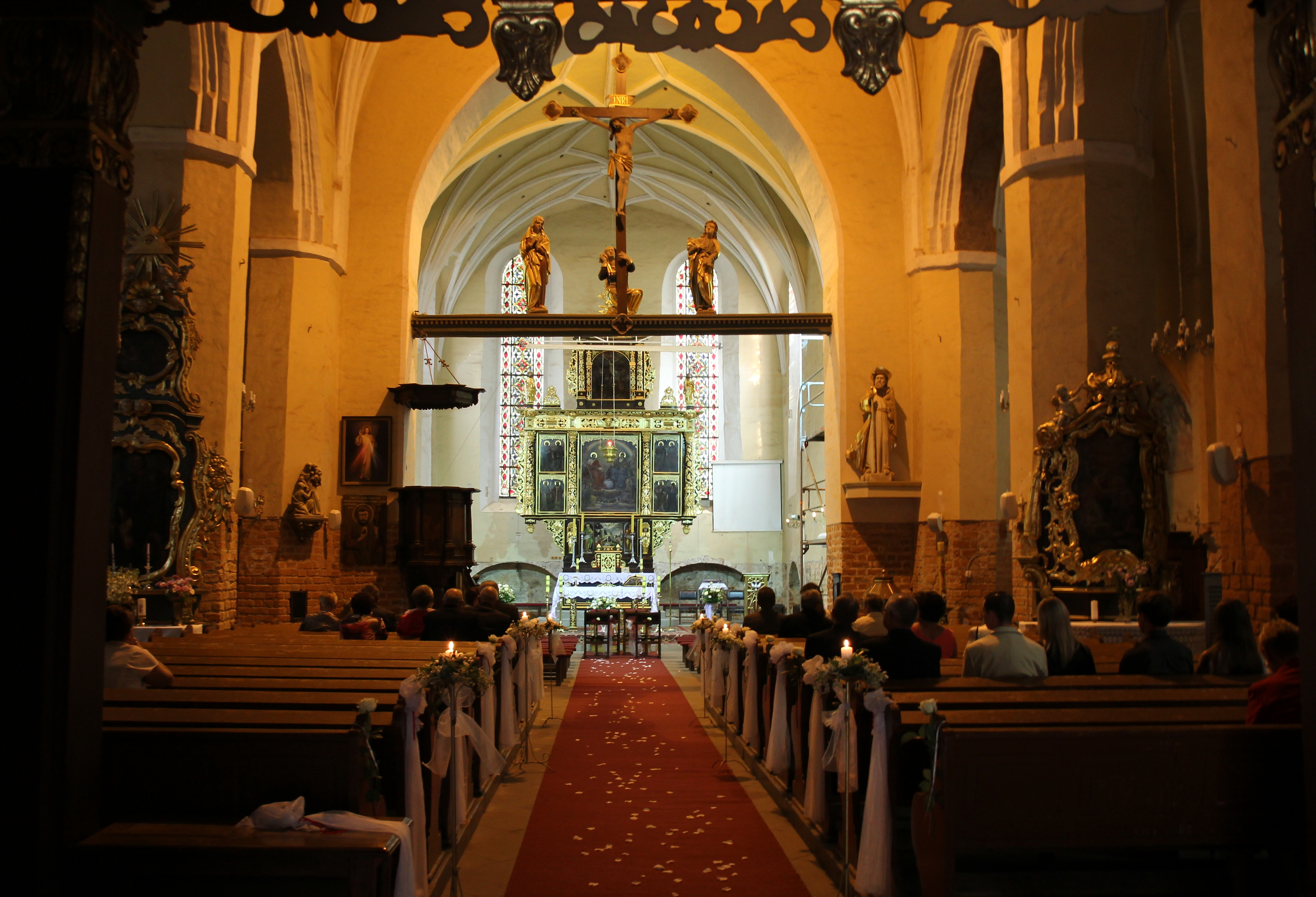
Wnętrze fary

Jest to jeden z cenniejszych zabytków architektury kościelnej w Wielkopolsce, Późnogotycki, zbudowany w 2 połowie XVI wieku, z wykorzystaniem materiału ze starszego kościoła romańskiego. Budową kierowali Piotr z Szamotuł i Bartosz z Poznania. Szczyty zachodnie i wschodnie późnorenesansowe. W murach kościoła liczne drążone w cegle jamki kształtu kolistego. Występują one niemal na wszystkich gotyckich kościołach Wielkopolski, ziemi lubuskiej, Pomorza i Warmii. Pochodzenie ich tłumaczyć można medycyną ludową. Poświęconą cegłę ucierano dawniej na lekarstwo dla ludzi i zwierząt. Obok jamek wyryte w cegle nazwiska i daty z XVI i XVII wieku. Są wśród nich nazwiska nauczycieli ze wsi Łęgowo i Tarnowo.
Wnętrze trzynawowe, halowe. Sklepienia w nawie środkowej, prezbiterium i kaplicy gwiaździste, w nawach bocznych krzyżowe. W kaplicy z 1588 freski renesansowe z końca XVI wieku. Główny ołtarz renesansowy z około 1600. Renesansowe obrazy z głównego ołtarza przesłane do Warszawy dla konserwacji spaliły się w czasie oblężenia miasta w 1939. Obecnie zostały odtworzone na podstawie zdjęć fotograficznych. Ambona renesansowa, ołtarze boczne renesansowe i barokowe, belka tęczowa z grupą pasyjną z końca XVI wieku.